# Liste aktiver Brauereien in Bayern
Diese Liste soll möglichst alle aktiven Brauereien in Bayern enthalten, sortiert nach Regierungsbezirk. Als Brauereien sind die Braustätten aufgeführt.
Zu Beginn des 19. Jahrhunderts existierten in Bayern knapp 30.000 Brauereien, darunter fielen viele, die nach heutiger Definition als Hausbrauerei verstanden werden. Mehrere waren reine Dorfbrauereien und belieferten die Gaststätten der jeweiligen Gemeinde. Fast jedes Kloster hatte eine eigene Brauerei. Es ist unklar, ob die oben erwähnte Zahl den achten Regierungsbezirk (Pfalz) einschließt. Nachdem 2014 mit 619 Brauereien ein Tiefstand erreicht war, stieg die Anzahl zum Jahr 2017 wieder auf 642. Mit Stand August 2025 bestehen im Freistaat Bayern 745 aktive gewerbliche Braustätten (aktive Kommunbrauhäuser unabhängig der gewerberechtlichen Situation mit eingerechnet), die unten im Einzelnen aufgeführt sind.
Die höchste Brauereidichte in Bayern weist der Bezirk Oberfranken auf, auch Bierfranken genannt, mit 181 Brauereien auf gut eine Million Einwohner.

## Oberbayern
156 Brauereien

### Ingolstadt
6 Brauereien
- Brauhaus 1516 (ehemals WestParkBräu)[3]
- Gasthausbrauerei Daniel[4]
- Griesmüllers Altstadtbrauerei[5]
- Herrnbräu
- Nordbräu, Oberhaunstadt
- Yankee & Kraut[6][7]

### München
17 Brauereien
- Aubinger Bräu, Aubing[8]
- Augustiner-Bräu Wagner
- BrewsLi, Au[9]
- Giesinger Bräu, Giesing / Lerchenau[10]
- Haderner Bräu, Hadern[11]
- Haidbräu, Fröttmaning[12]
- Higgins Ale Works[13]
- Hofbräu München
- Hopfenhäcker, Perlach (2016 bis 2021 in Haidhausen, dann Umzug auf das Gelände der 2018 stillgelegten Forschungsbrauerei München unter Errichtung eines neuen Sudhauses)[14][15]
- Korncraft, Feldmoching[16]
- Löwenbräu
- Paulaner Brauerei
- Paulaner Bräuhaus (Gasthausbrauerei; Kapuzinerplatz; seit 1989)[17][18]
- Paulaner Nockherberg (Gasthausbrauerei; Hochstraße; seit 2018)[19][20][21]
- Richelbräu, Neuhausen[22]
- Schiller-Bräu[23]
- Werksviertel Bräu, Berg am Laim[24][25]

### Rosenheim
3 Brauereien
- Auerbräu
- Flötzinger Bräu
- Tante Paula – Gasthausbrauerei im Mailkeller[26]

### Landkreis Altötting
7 Brauereien
- Brauerei Berger, Reischach
- Bräu im Moos, Tüßling-Moos
- Graminger Weißbräu, Altötting-Graming
- Hell-Bräu, Altötting[27][28]
- Hopfenkopf Bräu, Feichten an der Alz-Schregl[29]
- Brauerei Leidmann, Unterneukirchen
- Müllerbräu, Neuötting

### Landkreis Bad Tölz-Wolfratshausen
6 Brauereien
- Glentleitner Brauerei, Schlehdorf
- Klosterbrauerei Reutberg, Sachsenkam-Reutberg
- Schwoaga Bräu, Gaißach-Lehen[30]
- Steg-Bräu, Bad Tölz[31][32][33]
- Tölzer Binderbräu, Bad Tölz[34]
- Tölzer Mühlfeldbräu, Bad Tölz[35]

### Landkreis Berchtesgadener Land
5 Brauereien
- Bürgerbräu Bad Reichenhall, Bad Reichenhall
- Hofbrauhaus Berchtesgaden, Berchtesgaden
- Laufener Braukuchl, Laufen[36]
- Weißbräu Freilassing, Freilassing
- Privatbrauerei M.C. Wieninger, Teisendorf

### Landkreis Dachau
6 Brauereien
- Kapplerbräu Hans Wiedemann, Altomünster
- Kellerbrauerei Prittlbach, Hebertshausen-Prittlbach[37]
- Lenz Brauerei, Hilgertshausen-Tandern – Niederdorf[38]
- Maierbräu, Altomünster
- Schlossbrauerei Odelzhausen, Odelzhausen
- Tobiasbräu, Markt Indersdorf-Ried[39]

### Landkreis Ebersberg
6 Brauereien
- Bergfeldbräu, Poing[40]
- Herrmannsdorfer Schweinsbräu, Glonn-Herrmannsdorf
- Luis Bräu, Markt Schwaben[41]
- Saliter Bräu, Oberpframmern[42]
- Privatbrauerei Schweiger, Markt Schwaben[43]
- Wildbräu Grafing, Grafing bei München

### Landkreis Eichstätt
6 Brauereien
- Brauerei Gutmann, Titting
- Privatbrauerei Hofmühl, Eichstätt
- Brauerei Schattenhofer, Beilngries
- Schlossbrauerei Sandersdorf de Bassus, Altmannstein-Sandersdorf
- RS Bräu, Dollnstein-Obereichstätt[44]
- Schwanzer Bräu, Adelschlag-Pietenfeld[45]

### Landkreis Erding
9 Brauereien
- Airbräu, Oberding (Flughafen München)
- Bräu z’Loh, Dorfen-Loh[46]
- Brauereigenossenschaft Taufkirchen, Taufkirchen (Vils)
- Buachner Bier, Buch am Buchrain[47]
- Eittinger Fischerbräu, Eitting
- Erdinger Weißbräu, Erding
- Kellerbräu, Dorfen[48][49]
- Nirschl Braeu, Isen-Pemmering[50]
- Reiter-Bräu, Wartenberg

### Landkreis Freising
12 Brauereien
- Bayerisch-Böhmisches Brauhaus, Wolfersdorf[51]
- Bayerische Staatsbrauerei Weihenstephan, Freising-Weihenstephan, gegr. um 1675
- Die Brauwerkstatt, Haag an der Amper, gegr. 2007[52]
- Burschenbräu, Kranzberg-Hohenbercha[53]
- Forschungsbrauerei der Technischen Universität München, Freising-Weihenstephan[54]
- Hausbrauerei Reith, Au in der Hallertau-Reith, gegr. 2016
- Hofbrauhaus Freising, Freising, gegr. 1160
- Lenger-Bräu, Au in der Hallertau-Rudertshausen[55][56]
- Mein Biersommelier Craft Beer Brauerei, Hallbergmoos[57]
- Niernsdorfer Waldhofbräu, Hohenkammer-Niernsdorf[58]
- Pflügler-Bräu, Neufahrn bei Freising, gegr. 2013[59]
- Schlossbrauerei Au-Hallertau, Au in der Hallertau, gegr. 1590

### Landkreis Fürstenfeldbruck
6 Brauereien
- Brauerei Maisach, Maisach
- Brauhaus Germering, Germering[60]
- König Ludwig Brauhaus Fürstenfeldbruck, Fürstenfeldbruck (ehemals Martha-Bräu)
- Olchinger Braumanufaktur, Olching-Graßlfing[61]
- Brauerei Th. Ernst „Zum Silbersteg“, Fürstenfeldbruck[62]
- Zum Unterwirt – Hartl’s Hausbrauerei, Türkenfeld[63]

### Landkreis Garmisch-Partenkirchen
9 Brauereien
- Ammergauer Maxbräu, Oberammergau[64]
- Brauerei Mittenwald, Mittenwald
- Brauhaus Garmisch, Garmisch-Partenkirchen[65][66]
- Garmischer Hof Bierbrauerei, Garmisch-Partenkirchen[67]
- Griesbräu zu Murnau, Murnau am Staffelsee[68]
- Brauerei Karg, Murnau am Staffelsee
- Karwendel Brauerei, Mittenwald (Bergstation Karwendelbahn)[69][70][71]
- Klosterbrauerei Ettal, Ettal
- Uffinger Back & Brau, Uffing am Staffelsee[72]

### Landkreis Landsberg am Lech
3 Brauereien
- Craft Bräu, Dießen am Ammersee[73]
- Holzhauser Brauereigasthaus, Igling-Holzhausen bei Buchloe
- König Ludwig Schlossbrauerei Kaltenberg, Geltendorf-Kaltenberg

### Landkreis Miesbach
8 Brauereien
- Dietl-Bräu, Weyarn-Bruck[74]
- Herzoglich Bayerisches Brauhaus Tegernsee, Tegernsee
- Weißbierbrauerei Hopf, Miesbach
- Hoppebräu, Waakirchen[75]
- König Ludwig Brauhaus Holzkirchen, Holzkirchen (ehemals Holzkirchner Oberbräu)
- Historische Schöpfbrauerei im Markus Wasmeier Freilichtmuseum Schliersee, Schliersee-Neuhaus[76]
- Brauerei Silbernagl, Hausham[77]
- Valleyer Schlossbräu, Valley[78][79]

### Landkreis Mühldorf am Inn
8 Brauereien
- Brauerei Ametsbichler, Aschau am Inn
- Brauerei Erharting Jakob Röhrl, Erharting
- Brauerei Stierberg, Obertaufkirchen-Stierberg
- Landgasthof Hammerwirt, Mühldorf am Inn[80][81]
- Hundberger Bräustüberl, Taufkirchen-Hundberg[82]
- Zum Inn-Bräu – Hausbrauerei im Hotel Bastei, Mühldorf am Inn-Altmühldorf[83][84]
- Museumsbrauerei Steer, Mühldorf am Inn (neu errichtete u. 2023 eröffnete Braustätte auf dem Gelände der 1967 stillgelegten Turmbräu; Museumsbrauerei Steer bereits von 1997/1998 bis in die 2000er Jahre aktive Braustätte an anderer Örtlichkeit in Mühldorf, in der Zwischenzeit jedoch nurmehr Lohnbrau)[85][86][87][88][89]
- Unertl Weißbier, Haag in Oberbayern

### Landkreis München
5 Brauereien
- Brauerei Aying, Aying
- Flugwerk Feldkirchen, Feldkirchen (ehemals Flieger Bräu)[90][91]
- Isartaler Brauhaus, Pullach im Isartal-Großhesselohe (ehemals Isar Bräu)[92]
- Stadlbräu, Oberhaching[93][94]
- Zehmerbräu, Kirchheim bei München[95][96]

### Landkreis Neuburg-Schrobenhausen
1 Brauerei
- Juliusbräu, Neuburg an der Donau

### Landkreis Pfaffenhofen an der Ilm
6  Brauereien
- Breubräu, Wolnzach-Egg[97]
- Klosterbrauerei Scheyern, Scheyern
- Metzgerbräu, Hohenwart[98][99]
- Müllerbräu, Pfaffenhofen an der Ilm
- Brauerei Rockermeier, Geisenfeld-Unterpindhart[100]
- Stiangbräu, Rohrbach-Ottersried[101]

### Landkreis Rosenheim
7 Brauereien
- Brauerei Gut Forsting, Pfaffing-Forsting
- Brauerei Rothmoos A. Kirnberger, Halfing-Rothmoos
- Inselbräu, Chiemsee-Frauenchiemsee (Insel)[102]
- Oberaudorfer Privatbrauerei, Oberaudorf[103]
- Schlossbrauerei Maxlrain, Tuntenhausen-Maxlrain
- SIMSSEER Braumanufaktur, Stephanskirchen-Krottenhausmühle[104]
- Brauerei Starkmeth, Bruckmühl-Heufeldmühle[105]

### Landkreis Starnberg
4 Brauereien
- Alte Brauerei Stegen, Inning am Ammersee-Stegen[106][107][108]
- Brauhaus Herrsching, Herrsching am Ammersee-Mühlfeld (ehemals Mühlfelder Brauhaus)[109]
- Klosterbrauerei Andechs, Andechs
- Starnberger Brauhaus, Feldafing-Wieling[110][111]

### Landkreis Traunstein
12 Brauereien
- Baderbräu, Schnaitsee[112]
- Brauschmied, Bergen-Holzhausen[113]
- Camba Bavaria, Seeon-Seebruck – Seeon[114]
- Chiemseebräu, Grabenstätt[115]
- Hofbräuhaus Traunstein, Traunstein
- Klosterbrauerei Baumburg, Altenmarkt an der Alz-Baumburg
- Private Landbrauerei Schönram, Petting-Schönram
- Schlossbrauerei Stein, Traunreut-Stein an der Traun
- Privatbrauerei Schnitzlbaumer, Traunstein
- Weissbräu Schwendl, Tacherting-Lengloh[116]
- Brauerei Stallbauer, Engelsberg-Wiesmühl an der Alz (2017 neu errichtete Braustätte auf dem Gelände der 2009 stillgelegten Brauerei Wieser)[117]
- Wochinger-Bräu, Traunstein

### Landkreis Weilheim-Schongau
5 Brauereien
- Dachsbräu, Weilheim in Oberbayern
- Plötz Bräu², Peißenberg[118][119]
- Schalander Altenstadt / Crossroads Ales & Lagers (ehemals Maxbrauerei Biermanufaktur), Altenstadt[120][121]
- Schongauer Brauhaus, Schongau[122]
- Unser Dorfbräu, Seeshaupt[123]

## Niederbayern
74 Brauereien

### Landshut
1 Brauerei
- Brauerei Wittmann, Achdorf

### Passau
2 Brauereien
- Brauerei Hacklberg, Hacklberg
- Löwenbrauerei Passau

### Straubing
2 Brauereien
- Karmeliten Brauerei Karl Sturm
- Brauerei Röhrl

### Landkreis Deggendorf
3 Brauereien
- Arcobräu Gräfliches Brauhaus, Moos
- Bräu zur Isar, Plattling[124]
- Deggendorfer Brauhaus, Deggendorf[125]

### Landkreis Dingolfing-Landau
3 Brauereien
- Privatbrauerei H. Egerer, Pilsting-Großköllnbach[126][127]
- Gräfliche Brauerei Arco-Valley, Eichendorf-Adldorf
- Kalvarienbergbräu, Marklkofen-Poxau[128]

### Landkreis Freyung-Grafenau
6 Brauereien
- Bucher Bräu, Grafenau
- Privatbrauerei Josef Lang, Jandelsbrunn
- Kanzel Bräu, Mauth[129]
- Lang-Bräu, Freyung
- Sitterbräu Gut Riedelsbach, Neureichenau-Riedelsbach[130]
- Brauerei Stangl, Spiegelau-Klingenbrunn  (gegr. 1815)

### Landkreis Kelheim
16 Brauereien
- Brauerei Berghammer, Bad Abbach-Oberndorf
- Brauerei Horneck, Elsendorf-Horneck
- Brauerei Frischeisen, Kelheim-Affecking
- Hofbräu Abensberg, Abensberg
- Joferbräu, Aiglsbach[131]
- Klosterbrauerei Weltenburg, Kelheim-Weltenburg
- Weißbierbrauer Kuchlbauer, Abensberg
- Ottenbräu, Abensberg (gegr. 1619)
- Pillmeier Bräu, Langquaid[132]
- Riedenburger Brauhaus Michael Krieger, Riedenburg
- Brauerei Riemhofer, Riedenburg
- Schmidmayer Bräu, Siegenburg (gegr. 1275)
- Brauerei Schneider, Essing  (gegr. 1640)
- Schneider Weisse, Kelheim (ehemals Brauerei C. A. Lang)
- Stanglbräu, Hausen-Herrnwahlthann
- Ziegler Bräu, Mainburg

### Landkreis Landshut
8 Brauereien
- Hohenthanner Schlossbrauerei, Hohenthann
- Klosterbrauerei Furth, Furth (2020 neu errichtete Schaubrauerei im Klosterbräustüberl Furth)[133][134]
- Oberglaimer Bierschmiede (Gasthaus Betz), Ergolding-Oberglaim[135]
- Pie’s Traditional Brewery, Buch am Erlbach[136]
- Brauerei Pöllinger, Pfeffenhausen
- Schuderbräu, Bodenkirchen-Neuhof
- Weihbiche-Bräu (Gasthaus Rahbauer), Kumhausen-Weihbüchl[137]
- Zombräu, Essenbach-Mirskofen[138]

### Landkreis Passau
10 Brauereien
- Apostelbräu, Hauzenberg-Eben
- Brauerei Aldersbach, Aldersbach
- Büchlbräu Stoabial, Untergriesbach-Steinbüchl[139]
- Füssinger Hecke, Bad Füssing-Eitlöd[140]
- Brauerei Hutthurm, Hutthurm
- Holmernhof – Gasthaus Zur Leibspeis, Bad Griesbach im Rottal-Singham[141][142]
- ThomasBräu, Tiefenbach-Haselbach (2015 neu errichtete Braustätte auf dem Gelände der 2002 stillgelegten Schlossbrauerei Haselbach)[143]
- Weissbräu Kößlarn, Kößlarn (gegr. 1847)
- Woiddeife Baumkoarl-Bräu, Hauzenberg-Sickling[144]
- Wolferstetter Bräu, Vilshofen an der Donau-Lindach

### Landkreis Regen
9 Brauereien
- Adam-Bräu, Bodenmais[145]
- Brauerei Eck, Böbrach-Eck
- 1. Dampfbierbrauerei Zwiesel – Pfeffer Bräu, Zwiesel
- Falterbräu, Drachselsried
- Grenzglashütte, Bayerisch Eisenstein[146]
- HaimBiere, Bischofsmais
- Jogl-Bräu, Kollnburg[147]
- Privatbrauerei Ettl GmbH, Teisnach (gegr. 1543)
- Privatbrauerei J. B. Falter, Regen
- Schlossbräu Drachselsried, Drachselsried

### Landkreis Rottal-Inn
6 Brauereien
- Brunner-Bräu, Eggenfelden-Spanberg[148]
- Brauerei Büchner, Malgersdorf-Heilmfurt (gegr. ca. 1775)
- Burgholz-Bräu, Hebertsfelden-Burgholz
- Ein Horn Bier, Bad Birnbach-Brunndobl[149]
- Klosterbräu Seemannshausen, Gangkofen-Seemannshausen
- Schlossbräu Mariakirchen, Arnstorf-Mariakirchen[150]

### Landkreis Straubing-Bogen
8 Brauereien
- Erl-Bräu, Geiselhöring
- Killa-Bräu, Straßkirchen[151]
- Klett-Bräu, Konzell
- Klosterbrauerei Mallersdorf, Mallersdorf-Pfaffenberg – Mallersdorf
- Privatbrauerei Richter, Perkam
- Schlossbrauerei Irlbach, Irlbach
- Privatbrauerei Stöttner, Mallersdorf-Pfaffenberg – Pfaffenberg
- Trift – Genossenschaftsbräu Regensburg, Mallersdorf-Pfaffenberg – Holztraubach[152][153][154]

## Oberpfalz
82 Brauereien

### Amberg
6 Brauereien
- Brauerei Bruckmüller
- Kummert Bräu (gegr. 1927)
- Schloderer Bräu[155]
- Privatbrauerei Sterk, Raigering
- Sudhang Hausbrauerei Diener[156]
- Brauerei Winkler (ursprünglich Braustätte der Weißbräugesellschaft, gegr. 1617; im 20. Jhd. als Gemeinschafts-Brauhaus der Bürgerbräu Amberg gemeinschaftlich genutzte Braustätte für Brauerei Winkler [1913 bis heute], Brauerei Schießl [1894 bis 1994; dann Betriebsaufgabe; zu keiner Zeit eigene Braustätte; nach Betriebsaufgabe Marke Schießl weitergeführt von Brauerei Winkler], Brauerei Wingershof [1935 bis ca. 1972; dann Errichtung eigener Braustätte, bestehend bis 1989] und Jordan-Bräu [1863 bis ca. 1930; dann Errichtung eigener Braustätte, bestehend bis 1985])[157]

### Regensburg
6 Brauereien
- Brauerei Bischofshof
- Brauhaus am Schloss (ehemals Fürstliches Brauhaus)[158]
- DiVeRs – freibier.cc[159][160][161]
- Brauerei Kneitinger
- Regensburger Weissbräuhaus (ehemals Brauhaus Joh. Albrecht)[162]
- Spitalbrauerei[163]

### Weiden in der Oberpfalz
1 Brauerei
- BräuWirt[164]

### Landkreis Amberg-Sulzbach
6 Brauereien
- Brauerei Fuchsbeck, Sulzbach-Rosenberg
- Gasthof Erlhof, Ursensollen-Erlheim[165][166]
- Gewölbe-Bräu, Hahnbach[167]
- Brauerei Heldrich, Edelsfeld (gegr. 1877)
- Schlossbrauerei Hirschau, Hirschau
- Sperber-Bräu, Sulzbach-Rosenberg

### Landkreis Cham
11 Brauereien
- Dimpfl Bräu, Furth im Wald
- Privatbrauerei Drexler, Pösing
- Genossenschaftsbrauerei Rötz, Rötz
- Hofmark Brauerei, Traitsching-Loifling
- Lindner-Bräu, Bad Kötzting (gegr. 1870)
- Mayerbräu, Gleißenberg[168][169]
- Brauerei Mühlbauer, Arnschwang
- Brauerei zur Post, Bad Kötzting
- Rhanerbräu, Schönthal-Rhan
- Schlossbrauerei Runding, Runding (gegr. 1386)
- Späth Bräu Osser Bier, Lohberg

### Landkreis Neumarkt in der Oberpfalz
9 Brauereien
- Brauwerkstatt Lauterachquelle, Lauterhofen[170]
- Gansbräu, Neumarkt in der Oberpfalz[171]
- Glossnerbräu, Neumarkt in der Oberpfalz[172]
- Hausbrauerei Katzerer, Freystadt-Sondersfeld[173]
- Klosterbrauerei Seligenporten, Pyrbaum-Seligenporten
- Neumarkter Lammsbräu, Neumarkt in der Oberpfalz[174]
- Schindelhofer Brauhaus, Dietfurt an der Altmühl-Oberbürg (seit 2020)[175]
- Privatbrauerei Winkler, Berching[176]
- Winkler Bräu, Velburg-Lengenfeld[177]

### Landkreis Neustadt an der Waldnaab
12 Brauereien
- Brauerei Bauriedl, Eslarn (gegr. 1874)
- Brauhaus Floß, Floß[178]
- Hausbräu Schaller, Floß[179]
- Heberbräu, Kirchenthumbach
- Kommunbierverein Eschenbach, Eschenbach in der Oberpfalz[180]
- Kommunbrauhaus Eslarn, Eslarn
- Kommunbrauhaus Neuhaus, Windischeschenbach-Neuhaus (gegr. 1415)
- Kommunbrauhaus Windischeschenbach, Windischeschenbach
- Brauerei Molter, Irchenrieth (ehemals Brauerei Hösl)
- Püttner Bräu, Schlammersdorf
- Private Landbrauerei Scheuerer, Moosbach
- Wolframstubn – Zoigl Brauerei, Windischeschenbach[181]

### Landkreis Regensburg
8 Brauereien
- Braustall, Deuerling[182]
- Gasthof Zum Goldenen Löwen, Kallmünz[183][184]
- Brauerei Goss, Deuerling (gegr. 1863)
- Privatbrauerei Plank, Laaber
- Prösslbräu, Pettendorf-Adlersberg
- Schlossbrauerei Eichhofen, Nittendorf-Eichhofen
- Seidl Bräu, Kallmünz-Traidendorf[185]
- Spezial-Brauerei Schierling, Schierling (100 %-Tochter von Weißbierbrauer Kuchlbauer)

### Landkreis Schwandorf
16 Brauereien
- Beck Bräu, Maxhütte-Haidhof – Kappl[186]
- Brauhaus Nittenau, Nittenau (gegr. 1923)
- Braustudio Wernberg, Wernberg-Köblitz – Oberköblitz[187]
- Burglengenfelder Braukeller, Burglengenfeld-Augustenhof[188]
- Deiblitzer Braubuam, Teublitz[189]
- Ferschl Bräu, Stulln[190][191]
- Brauerei Jacob, Bodenwöhr
- Kirchawirt Haselbach, Schwandorf-Haselbach[192]
- Malerbräu, Schwarzach bei Nabburg-Wölsendorf[193]
- Neunburger Altstadtbräu, Neunburg vorm Wald (ehemals Weißes Brauhaus Neunburg)[194][195]
- Schlossbrauerei Fuchsberg, Teunz-Fuchsberg
- Schlossbrauerei Naabeck, Schwandorf-Naabeck
- Schnellinger-Bräu, Schwarzenfeld-Irrenlohe[196]
- Schreierbräu, Bodenwöhr-Windmais[197]
- Weissbierbrauerei Wiefelsdorf, Schwandorf-Wiefelsdorf
- Zoiglwerkstatt, Wernberg-Köblitz – Wernberg[198]

### Landkreis Tirschenreuth
7 Brauereien
- Brauwerk, Mitterteich[199][200]
- Hösl-Bräu, Mitterteich
- Klosterbrauerei Kemnath, Kemnath

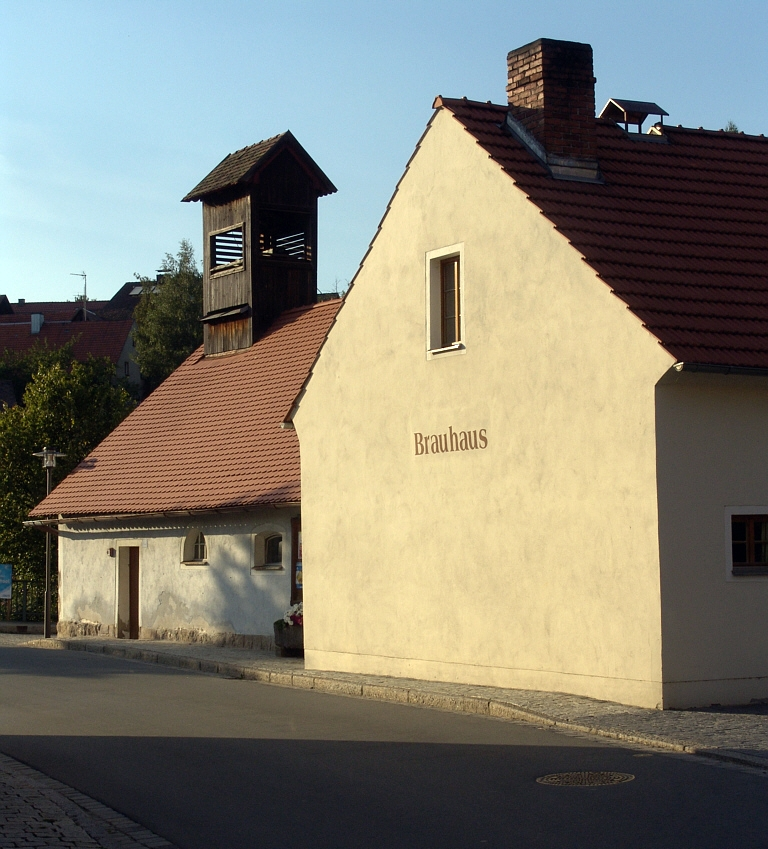
Kommunbrauhaus Falkenberg

- Kommunbrauhaus Falkenberg, Falkenberg[201]
- Kommunbrauhaus Mitterteich, Mitterteich
- Schlossbrauerei Friedenfels, Friedenfels
- Schloßbrauerei Reuth, Reuth bei Erbendorf

## Oberfranken
181 Brauereien

### Bamberg
14 Brauereien
- Ahörnla Bräu[202][203][204]
- Gasthausbrauerei Ambräusianum[205]
- Brauerei Fässla
- Brauerei Greifenklau
- Hopfengarten[206]
- Kaiserdom Specialitäten Brauerei, Gaustadt
- Brauerei Keesmann
- Klosterbräu Bamberg[207]
- Kronprinz, Gaustadt[208][209]
- Mahrs Bräu
- Rauchbierbrauerei Schlenkerla – Heller-Bräu Trum
- Brauerei Spezial
- Brauhaus Zum Sternla[210]
- Weyermann Braumanufaktur[211]

### Bayreuth
3 Brauereien
- Becher Bräu
- Glenk-Bräu[212]
- Brauerei Gebr. Maisel

### Coburg
1 Brauerei
- Brauhaus zu Coburg[213]

### Hof
2 Brauereien
- Meinel-Bräu
- Brauerei Scherdel

### Landkreis Bamberg
58 Brauereien
- Bräustübla, Reckendorf[214][215]
- Brauerei Aichinger, Heiligenstadt in Oberfranken
- Brauerei Bayer (Gasthof Mainlust), Viereth-Trunstadt – Viereth
- Brauerei Beck, Lisberg-Trabelsdorf
- Brandholz-Brauerei – Bräuhaus Melkendorf, Litzendorf-Melkendorf (ehemals Brauerei Winkler)[216][217][218]
- Brauerei Büttner, Frensdorf-Untergreuth
- Brauerei Drei Kronen, Memmelsdorf
- Brauerei Drei Kronen, Scheßlitz
- Brauerei Dremel, Wattendorf
- Brauerei Dreßel (Gastwirtschaft Zum Wirt), Burgebrach-Stappenbach[219]
- Brauerei Eichhorn, Hallstadt-Dörfleins
- Freudenecker Fischer-Bräu, Rattelsdorf-Freudeneck
- Gänstaller Braumanufaktur, Hirschaid-Röbersdorf (ehemals Brauerei Weber)[220][221]
- Brauerei Göller, Memmelsdorf-Drosendorf
- Brauerei Zum Goldenen Adler Endres, Rattelsdorf-Höfen
- Brauerei Grasser, Königsfeld-Huppendorf
- Brauerei Griess, Strullendorf-Geisfeld
- Hausbräu Stegaurach, Stegaurach[222]
- Brauerei Hennemann, Pommersfelden-Sambach
- Brauerei Herrmann, Burgebrach-Ampferbach
- Braumanufaktur Hertl, Schlüsselfeld-Thüngfeld[223]
- Brauerei Höhn, Memmelsdorf
- Brauerei Hölzlein, Litzendorf-Lohndorf
- Brauerei Hönig, Litzendorf-Tiefenellern
- Brauerei Hoh, Scheßlitz-Köttensdorf
- Hübner Bräu, Stadelhofen-Steinfeld
- Brauerei Hübner, Wattendorf
- Hümmer Bräu (Pension Karin), Breitengüßbach[224]
- Brauerei Hummel, Memmelsdorf-Merkendorf
- Brauerei Kaiser, Burgebrach-Grasmannsdorf
- Brauerei Knoblach, Litzendorf-Schammelsdorf
- Brauerei Kraus, Hirschaid
- Brauerei Krug, Strullendorf-Geisfeld
- Brauerei Kundmüller, Viereth-Trunstadt – Weiher
- Löwenbräu Buttenheim, Buttenheim
- Meusel-Bräu, Buttenheim-Dreuschendorf
- Mühlenbräu Merklein, Stegaurach-Mühlendorf
- Brauerei Müller, Frensdorf-Reundorf
- Brauerei Müller, Stegaurach-Debring
- Brauerei Ott, Heiligenstadt in Oberfranken-Oberleinleiter
- Privatbrauerei Reh, Litzendorf-Lohndorf
- St. GeorgenBräu, Buttenheim
- Brauerei Sauer, Strullendorf-Roßdorf am Forst
- Schlossbrauerei Reckendorf, Reckendorf
- Schmitt-Bräu, Scheßlitz[225]
- Brauerei Schroll, Reckendorf
- Brauerei Schrüfer, Priesendorf
- Schwanenbräu, Burgebrach
- Schwanen-Bräu, Rattelsdorf-Ebing
- Brauerei Seelmann, Schönbrunn im Steigerwald-Zettmannsdorf
- Brauerei „Zur Sonne“, Bischberg
- Sonnen-Bräu, Rattelsdorf-Mürsbach
- Stern-Bräu Scheubel, Schlüsselfeld
- Wagner-Bräu, Kemmern
- Brauerei Wagner, Memmelsdorf-Merkendorf
- Wagner Bräu, Oberhaid
- Brauerei Will, Stadelhofen-Schederndorf
- Brauerei Zehendner, Burgebrach-Mönchsambach

### Landkreis Bayreuth
17 Brauereien
- Aufsesser Brauerei – Familienbrauerei Rothenbach, Aufseß
- Brauerei Hütten, Warmensteinach-Hütten
- Brauerei Hufeisen, Pottenstein[226]
- Brauerei Gradl, Pegnitz-Leups
- Brauerei Heckel, Waischenfeld
- Held-Bräu, Ahorntal-Oberailsfeld
- Brauerei Herold, Pegnitz-Büchenbach
- Kathi-Bräu, Aufseß-Heckenhof
- Krug-Bräu, Waischenfeld-Breitenlesau
- Brauerei Kürzdörfer, Creußen-Lindenhardt
- Brauerei Mager, Pottenstein
- Museumsbrauerei Goldkronach, Goldkronach[227]
- Brauerei Reichold, Aufseß-Hochstahl
- Säger Bräu, Pottenstein-Weidenloh[228]
- Brauerei Schroll, Waischenfeld-Nankendorf
- Brauerei Stadter, Aufseß-Sachsendorf
- Stöckel Bräu, Ahorntal-Hintergereuth

### Landkreis Coburg
11 Brauereien
- Brauerei Eller, Untersiemau-Birkach am Forst
- Gemeinschaftsbrauerei Roßfeld, Bad Rodach-Roßfeld
- Brauerei Grosch, Rödental-Oeslau
- Kommunbrauhaus Buchenrod, Großheirath-Buchenrod
- Kommunbrauhaus Rossach, Großheirath-Rossach
- Kommunbrauhaus Seßlach, Seßlach
- Kommunbrauhaus Unterelldorf, Seßlach-Unterelldorf[229]
- Brauerei Scharpf, Seßlach-Heilgersdorf
- Traditionsbrauerei Schleicher, Itzgrund-Kaltenbrunn
- Wachtelbräu, Großheirath-Gossenberg[230]
- Wamperling Erlebnisbrauerei, Neustadt bei Coburg-Meilschnitz[231]

### Landkreis Forchheim
23 Brauereien
- Bavarian Festbeer Brewery, Ebermannstadt (ehemals Sonnenbräu)[232][233]
- Brauhaus am Kreuzberg, Hallerndorf-Kreuzberg
- Brauerei Drummer, Leutenbach
- Elch-Bräu, Gräfenberg-Thuisbrunn[234][235]
- Brauerei Först, Eggolsheim-Drügendorf
- Brauerei Friedmann, Gräfenberg
- Brauerei Greif, Forchheim
- Brauerei Hebendanz, Forchheim
- Braumanufaktur Hertl, Hallerndorf-Schnaid (ehemals Brauerei Friedel, danach Brauerei Gänstaller)[236][237]
- Brauerei Hofmann, Gräfenberg-Hohenschwärz
- Klosterbrauerei Weißenohe, Weißenohe
- Brauerei Lieberth, Hallerndorf
- Lindenbräu, Gräfenberg
- Brauerei Meister, Pretzfeld-Unterzaunsbach
- Brauerei Neder, Forchheim
- Nikl-Bräu, Pretzfeld
- Brauerei Penning-Zeißler, Pretzfeld-Hetzelsdorf
- Brauerei Pfister, Eggolsheim-Weigelshofen
- Brauerei Rittmayer, Hallerndorf
- Brauerei Roppelt, Hallerndorf-Stiebarlimbach
- Schwanenbräu, Ebermannstadt
- Privatbrauerei Vasold & Schmitt, Neunkirchen am Brand
- Brauerei Witzgall, Hallerndorf-Schlammersdorf

### Landkreis Hof
9 Brauereien
- BePu Bräu, Stammbach-Förstenreuth
- Brauhaus Budenschuster, Bad Steben[238]
- Gasthausbrauerei Hein’s Fränkische Wirtschaft, Schwarzenbach an der Saale[239]
- Brauerei Hopfenhäusla, Münchberg[240]
- Kannerschreither Brauhaisla, Konradsreuth[241]
- Kommunbräu Rehau, Rehau[242][243]
- Lichtenberger Sonnenbräu, Lichtenberg[244]
- MetaBrewSociety, Naila (ehemals Bürgerbräu Naila, danach Frankenwälder Brauhaus)[245][246][247][248]
- Schloßbrauerei Stelzer, Oberkotzau-Fattigau

### Landkreis Kronach
5 Brauereien
- ’s Antla Brauwirtshaus, Kronach[249]
- Gampertbräu, Weißenbrunn
- Braumanufaktur Häferbräu, Kronach[250][251]
- Brauerei Kaiserhof, Kronach
- Schmölzer Dorfbrauerei, Küps-Schmölz[252]

### Landkreis Kulmbach
10 Brauereien
- Bayerisches Brauereimuseum – Museums Bräu, Kulmbach-Blaich (2001 neu errichtete Braustätte auf dem Gelände der 1997 stillgelegten Mönchshof-Bräu)[253]
- BELE Bierwerkstatt, Mainleus-Schwarzach bei Kulmbach[254]
- Drossenfelder Bräuwerck, Neudrossenfeld (ehemals Brauerei Hölzel)[255][256]
- Gasthausbrauerei „Zum Gründla“, Kulmbach-Metzdorf[257]
- Brauerei Haberstumpf, Trebgast
- Kulmbacher Brauerei, Kulmbach
- Kulmbacher Kommunbräu, Kulmbach[258]
- Magnus-Bräu Fam. Groß, Kasendorf (2023 wiedereingeführte Marke der 1994 geschlossenen Braustätte Magnus-Bräu Düll, nunmehr gebraut im renovierten ehemaligen Kommunbrauhaus Kasendorf)[259][260][261]
- Mr.Hops, Rugendorf-Losau[262]
- Schübel Bräu, Stadtsteinach

### Landkreis Lichtenfels
21 Brauereien
- Ban Bräu, Bad Staffelstein[263]
- Brauerei Dinkel, Bad Staffelstein-Stublang
- Ebensfelder Brauhaus, Ebensfeld
- Günther-Bräu, Burgkunstadt
- Brauerei Hellmuth, Bad Staffelstein-Wiesen
- Brauerei Hetzel, Bad Staffelstein-Frauendorf
- Hopfenrebell, Bad Staffelstein[264]
- Kommunbrauerei KOMM.1059, Burgkunstadt[265][266]
- Brauhaus Leikeim, Altenkunstadt
- Braumanufaktur Lippert, Lichtenfels-Seubelsdorf[267]
- Löwen-Bräu Hennemann, Bad Staffelstein-Stublang
- MainBräuWerk (Werkstätten St. Joseph), Michelau in Oberfranken-Neuensee[268][269]
- Brauerei Martin, Ebensfeld-Unterneuses[270][271][272]
- Poppi Bräu, Burgkunstadt[273][274]
- Püls-Bräu, Weismain
- Brauerei Reblitz, Bad Staffelstein-Nedensdorf
- Rosenauer Hofbräu – Privatbrauerei Schmölzing, Marktgraitz[275]
- Staffelberg-Bräu, Bad Staffelstein-Loffeld
- Brauerei Thomann, Bad Staffelstein-Wiesen
- Brauerei Trunk, Bad Staffelstein-Vierzehnheiligen
- Uetzinger Metzgerbräu – Hausbrauerei Reichert, Bad Staffelstein-Uetzing[276]

### Landkreis Wunsiedel im Fichtelgebirge
7 Brauereien
- Alte Wirtschaft An Der Lamitz, Kirchenlamitz[277]
- Geigel’s Gewölbe Im Winkel, Hohenberg an der Eger[278]
- Hönicka-Bräu, Wunsiedel
- Privatbrauerei Michael – Hermann’s Bierwerkstatt, Weißenstadt[279][280][281][282][283]
- Neucherl-Bräu, Schönwald[284]
- Brauerei Nothhaft, Marktredwitz
- Wastlbräu, Arzberg-Schlottenhof[285][286]

## Mittelfranken
80 Brauereien

### Ansbach
1 Brauerei
- Gasthausbrauerei SchwarzerBock[287]

### Erlangen
4 Brauereien
- Entla’s Bräu[288]
- Hofbräu Oberle, Kosbach[289][290]
- Krapp-Bräu, Alterlangen[291][292]
- Steinbach Bräu[293]

### Fürth
4 Brauereien
- BierHimmel im Hexenhäusle[294]
- Brauhaus Hopfenfreunde, Stadeln[295]
- Kornblumenbrau[296]
- Tucher Bräu („Zwei-Städte-Sudhaus“ erstreckt sich über die Stadtgrenze zu Nürnberg, die Postadresse liegt in Fürth)

### Nürnberg
9 Brauereien
- Eppelein & Friends, Buchenbühl[297]
- Hausbrauerei Altstadthof, Sebald[298]
- Nürnberger Burgbräu (Wirtshaus Hütt’n), Sebald[299]
- Orca Brau, Schmalau[300]
- Schanzenbräu, Höfen[301][302]
- StreuBräu, Fischbach bei Nürnberg[303]
- Tucher Bräu – Altes Sudhaus, Maxfeld (ehemals Brauhaus Nürnberg)
- Tucher Mautkeller, Lorenz (Gasthausbrauerei; ehemals Barfüßer – Das kleine Brauhaus)[304]

### Landkreis Ansbach
13 Brauereien
- Biermanufaktur Wassertrüdingen Gebrüder Lindenberg, Wassertrüdingen[305][306]
- Brauscheune Weinberg – Pau Hana Bier, Aurach-Weinberg[307]
- Dorn-Bräu, Bruckberg
- Fischer Landbräu, Wieseth
- Forstquell-Brauerei Höhenberger, Wassertrüdingen-Fürnheim
- Brauerei Hauf, Dinkelsbühl
- Landwehr-Bräu, Steinsfeld-Reichelshofen
- Reindler Bräu, Leutershausen-Jochsberg
- Rook Bräu, Schnelldorf-Wildenholz[308]
- Schwannen Bräu, Unterschwaningen[309]
- Stefansbräu – Dinkelbrauer, Dinkelsbühl[310]
- Turmbräu – Romantik Hotel Markusturm, Rothenburg ob der Tauber[311]
- Weib’s Brauhaus, Dinkelsbühl[312]

### Landkreis Erlangen-Höchstadt
9 Brauereien
- Bierfabrik Hoehn, Herzogenaurach[313]
- Brauhaus Höchstadt, Höchstadt an der Aisch
- Brauerei Blauer Löwe, Höchstadt an der Aisch
- Brauerei Friedel, Höchstadt an der Aisch-Zentbechhofen
- Brauerei Geyer, Oberreichenbach
- Zum Löwenbräu, Adelsdorf-Neuhaus
- Brauerei Mauerbrecher, Lonnerstadt[314]
- Brauerei Rittmayer, Adelsdorf-Aisch
- Brauerei Sauer, Röttenbach

### Landkreis Fürth
8 Brauereien
- Aichbräu, Roßtal-Raitersaich[315]
- Altenberger Brauhaus, Oberasbach-Altenberg[316]
- Ammerndorfer Bier Dorn-Bräu, Ammerndorf
- Brauhaus Brandmeier, Cadolzburg[317]
- Brauerei Zirndorf, Zirndorf
- Lahma Bräu, Langenzenn[318]
- Reifkraft, Cadolzburg-Egersdorf[319]
- Hausbrauerei Schober, Zirndorf[320]

### Landkreis Neustadt an der Aisch-Bad Windsheim
8 Brauereien
- Brauhaus Döbler, Bad Windsheim (Neben der eigenen Braustätte am Kornmarkt in Bad Windsheim braut Döbler seit 2021 auch das bekannte Freilandmuseumsbier in den beiden historischen Brauhäusern des Fränkischen Freilandmuseums Bad Windsheim, dem Kommunbrauhaus aus Schlüsselfeld und dem Hofbrauhaus aus Kraisdorf)
- das.herzstück, Burghaslach (2024 neu errichtete Braustätte auf dem Gelände der 1994 stillgelegten Brauerei Finster)[321]
- Hausbrauerei Kohlenmühle, Neustadt an der Aisch[322]
- Privatbrauerei Hofmann, Gutenstetten-Pahres
- Brauerei Loscher, Münchsteinach
- Brauerei Prechtel, Uehlfeld
- Stamer-Bräu, Burgbernheim-Buchheim[323]
- Brauerei Zwanzger, Uehlfeld

### Landkreis Nürnberger Land
9 Brauereien
- Altdorfer Brauverein e.V., Altdorf bei Nürnberg[324]
- Brauerei Bub, Leinburg
- Bürgerbräu Hersbruck Deinlein, Hersbruck
- Der Bräu – bier.und.brauen Willi Wohlfart, Lauf an der Pegnitz-Günthersbühl[325]
- Dreykorn Bräu, Lauf an der Pegnitz
- Kaiser Bräu, Neuhaus an der Pegnitz
- Brauerei Kanone Löhr, Schnaittach
- Brauerei Simon, Lauf an der Pegnitz
- Brauerei Wiethaler, Lauf an der Pegnitz-Neunhof

### Landkreis Roth
4 Brauereien
- Brauerei Gundel, Kammerstein-Barthelmesaurach
- JEP Bräu, Hilpoltstein-Meckenhausen[326]
- Pyraser Landbrauerei, Thalmässing-Pyras
- Stadtbrauerei Spalt, Spalt

### Landkreis Weißenburg-Gunzenhausen
11 Brauereien
- Felsenbräu W. Gloßner, Bergen-Thalmannsfeld
- Hechtbräu, Pappenheim-Zimmern[327]
- Hochholzer Brauhaus, Solnhofen-Hochholz[328]
- Kleines Brauhaus Sonnenhof, Pleinfeld[329]
- Brauerei Pröls, Weißenburg in Bayern[330]
- Ritter St. Georgen-Brauerei Karl Gloßner, Nennslingen
- Schlossbrauerei Ellingen, Ellingen
- Schneider-Bräu, Weißenburg in Bayern
- Schorschbräu, Gunzenhausen-Unterwurmbach[331]
- Brauerei Strauß, Treuchtlingen-Wettelsheim
- Privatbrauerei Wurm, Pappenheim-Bieswang

## Unterfranken
81 Brauereien

### Aschaffenburg
2 Brauereien
- Maulaff Bräu, Obernau (ehemals Hanscraft & Co.)[332][333][334]
- Schwind Bräu, Schweinheim

### Schweinfurt
1 Brauerei
- Brauerei Roth

### Würzburg
3 Brauereien
- Goldene Gans – Fränkisches Brauhaus am Spitäle[335]
- Maischerei Mayr & Müller, Lengfeld[336]
- Würzburger Hofbräu

### Landkreis Aschaffenburg
5 Brauereien
- Brauhaus Barbarossa, Schöllkrippen[337]
- Brauhaus Bergmann, Glattbach (ehemals Hofbrauerei Glattbach)[338]
- Bürgerliches Brauhaus Wiesen, Wiesen
- Eder & Heylands Brauerei, Großostheim
- Heinens Craft Beer, Hösbach[339]

### Landkreis Bad Kissingen
5 Brauereien
- Brauerei Aschach, Bad Bocklet-Aschach[340][341]
- Gemeindebrauhaus Thundorf, Thundorf in Unterfranken[342]
- Libertus Craft Brewing (Landgasthof zum Goldenen Kreuz), Hammelburg-Untererthal[343]
- Will Bräu – Hochstiftliches Brauhaus in Bayern, Motten
- Wittelsbacher Turm-Bräu, Bad Kissingen-Arnshausen[344]

### Landkreis Haßberge
19 Brauereien
- Adler-Bräu, Stettfeld
- Brauerei Bayer, Rauhenebrach-Theinheim[345]
- Eschenbacher Privatbrauerei, Eltmann-Eschenbach
- Brauerei Göller, Zeil am Main
- Brauerei Hartleb, Maroldsweisach
- Kommunbrauhaus Brünn, Ebern-Brünn[346]
- Kommunbrauhaus Buch, Theres-Buch[347]
- Kommunbrauhaus Dörflis, Königsberg in Bayern-Dörflis[348]
- Kommunbrauhaus Eckartshausen, Maroldsweisach-Eckartshausen
- Kommunbrauhaus Höchstädten, Ebern-Höchstädten[349]
- Kommunbrauhaus Junkersdorf, Königsberg in Bayern-Junkersdorf[350]
- Kommunbrauhaus Junkersdorf an der Weisach, Pfarrweisach-Junkersdorf an der Weisach[351]
- Kommunbrauhaus Rügheim, Hofheim in Unterfranken-Rügheim[352]
- Kommunbrauhaus Ueschersdorf, Burgpreppach-Ueschersdorf[353]
- Kommunbrauhaus Unfinden, Königsberg in Bayern-Unfinden[354]
- Privatbrauerei Raab, Hofheim in Unterfranken
- Brauerei Roppelt, Oberaurach-Trossenfurt
- Stöhrs Bierart, Kirchlauter[355]
- Zenglein Craft Kreativbrauerei, Haßfurt[356]

### Landkreis Kitzingen
7 Brauereien

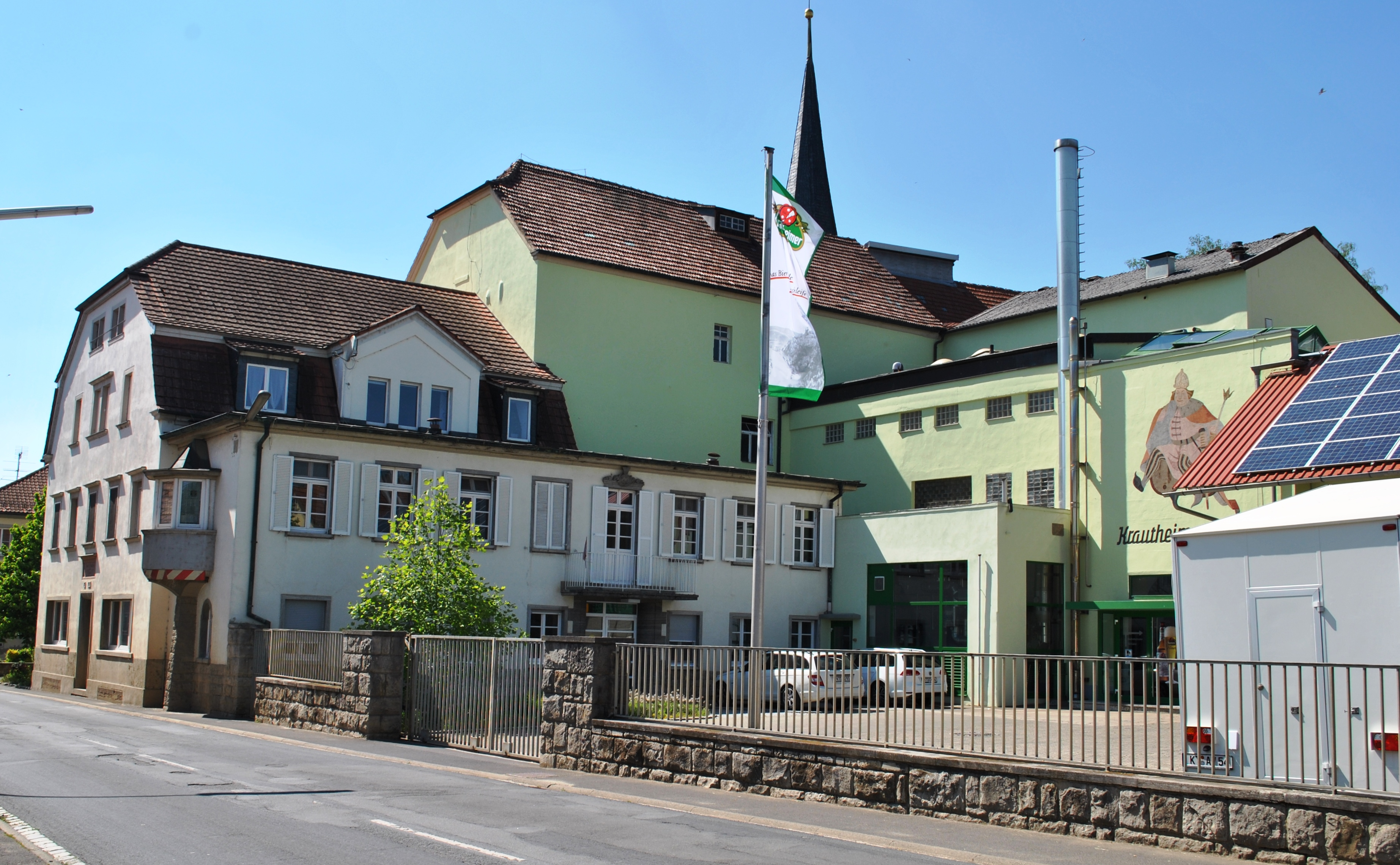
Die Privatbrauerei Friedrich Düll in Volkach-Krautheim

- Albertshöfer Sternbräu, Albertshofen[357]
- Brauerei Mainstockheim, Mainstockheim[358]
- Brauschmiede Mainbernheim, Mainbernheim[359]
- Brauerei Düll, Marktbreit-Gnodstadt
- Privatbrauerei Friedrich Düll, Volkach-Krautheim
- Brauerei Kesselring, Marktsteft
- Brauerei Wolf, Rüdenhausen

### Landkreis Main-Spessart
13 Brauereien
- Arnsteiner Brauerei Max Bender, Arnstein
- Brauhaus im Wurzgrund – Karschter Brauhaus, Karlstadt[360]
- Burgbrauerei Herzog von Franken, Thüngen
- Felsenkeller Marktheidenfeld – Zum neuen Brauhaus 1816, Marktheidenfeld[361]
- Goikelbräu, Lohr am Main-Halsbach[362]
- Hausbrauerei Höpfl, Steinfeld-Waldzell[363]
- Homburger Braeuscheuere, Triefenstein-Homburg am Main[364]
- Keiler Brauhaus, Lohr am Main
- Martinsbräu Georg Mayr, Marktheidenfeld
- Minoriten-Bräu Kloster Schönau, Gemünden am Main-Schönau[365][366]
- Pfarrbräu, Karlstadt-Stadelhofen[367]
- Spessart Brauerei, Kreuzwertheim
- Waldschloss-Bräu, Frammersbach

### Landkreis Miltenberg
6 Brauereien
- Brauhaus Dürr, Dorfprozelten[368]
- Brauhaus Faust, Miltenberg
- Hohe-Wart-Haus, Hohe Wart (gemeindefreies Gebiet)[369]
- Hopfentroll, Weilbach[370]
- Resi’s Biermanufaktur, Obernburg am Main-Eisenbach[371]
- Gasthausbrauerei Schalkhaus, Elsenfeld-Rück[372]

### Landkreis Rhön-Grabfeld
12 Brauereien
- Brauhaus Niederlauer, Niederlauer[373][374][375]
- Fränkisches Freilandmuseum Fladungen – Braustätte Gemeindebrauhaus aus Alsleben, Fladungen (bis 1930 Betrieb in Alsleben; 1990 Wiederinbetriebnahme nach Übertragung der Braustätte in das Freilandmuseum)
- Klosterbrauerei Kreuzberg, Bischofsheim in der Rhön-Klosterkreuzberg
- Kommunbrauhaus Hendungen, Hendungen[376]
- Kommunbrauhaus Schönau, Schönau an der Brend[377]
- Kommunbrauhaus Unterwaldbehrungen, Bastheim-Unterwaldbehrungen[378]
- Kommunbrauhaus Unterweißenbrunn, Bischofsheim in der Rhön-Unterweißenbrunn[379]
- Privatbrauerei Lang, Saal an der Saale-Waltershausen
- Pax Bräu, Oberelsbach[380]
- Rother Bräu, Hausen-Roth[381]
- Strecks Brauhaus, Ostheim vor der Rhön[382]
- Streutaler Brauhaus, Ostheim vor der Rhön[383][384]

### Landkreis Schweinfurt
2 Brauereien
- Hexenbräu (Brauerei-Gasthof Hexenhäusle), Michelau im Steigerwald-Neuhausen[385]
- Privatbrauerei Ulrich Martin, Schonungen-Hausen

### Landkreis Würzburg
6 Brauereien
- Kauzen Bräu, Ochsenfurt
- Marokkaner Brauhaus, Margetshöchheim[386]
- Privatbrauerei Oechsner, Ochsenfurt
- Siemeles Bräu, Altertheim-Oberaltertheim[387][388]
- Waldschatz Bräu, Hausen bei Würzburg-Erbshausen[389]
- Zapfbräu, Uettingen[390]

## Schwaben
91 Brauereien

### Augsburg
8 Brauereien
- AuXburg City Brewery, Oberhausen (ehemals Charly Bräu)[391]
- Bayrisch Brau Pub[392]
- Hasen-Bräu
- König von Flandern[393][394]
- Brauhaus Riegele
- Rotes Pony Craftbier Brauerei, Bergheim[395][396]
- Saubräu Welden[397]
- Thorbräu

### Kaufbeuren
2 Brauereien
- Aktienbrauerei Kaufbeuren
- Communebrauerei Kaufbeuren[398]

### Kempten (Allgäu)
1 Brauerei
- Michl Bräu, Kempten (Allgäu)-Neuhausen[399]

### Memmingen
1 Brauerei
- Joesepp’s Brauhaus (ehemals Barfüßer Hausbrauerei)[400]

### Landkreis Aichach-Friedberg
11 Brauereien
- Berabecka Boandl-Bräu, Aichach-Oberbernbach[401]
- Brauerei Kühbach, Kühbach
- Brauereigasthof St. Afra im Felde, Friedberg[402]
- Braumanufaktur Lindner, Affing-Gebenhofen[403]
- Canada Weißbierbrauerei Mauerbach, Aichach-Obermauerbach[404]
- Die Genuss Brauer, Rehling-Au[405]
- Cheyenne Beer Factory, Steindorf-Hofhegnenberg[406][407]
- Hinterhof Bräu Aichach, Aichach[408][409]
- Landhausbräu Koller, Eurasburg-Hergertswiesen[410]
- Noagal-Bräu, Aichach-Sulzbach[411]
- Schloßbrauerei Unterbaar Freiherr Groß von Trockau, Baar (Schwaben)-Unterbaar

### Landkreis Augsburg
7 Brauereien
- Brauerei Ustersbach, Ustersbach
- köbi Königsbrunner Biermanufaktur, Königsbrunn[412]
- Brauerei Rapp, Kutzenhausen
- Brauerei Schimpfle, Gessertshausen
- Schwarzbräu, Zusmarshausen
- Stadel-Bräu, Adelsried[413]
- Staudenbräu Schorer, Walkertshofen

### Landkreis Dillingen an der Donau
1 Brauerei
- BrauMadl Brauerei, Gundelfingen an der Donau-Echenbrunn (ehemals Camba Old Factory und FrauGruber Craft Brewing)[414][415]

### Landkreis Donau-Ries
6 Brauereien
- Brauerei Appl, Alerheim-Schloßruine[416]
- Bauers Brauerei, Hohenaltheim
- Fürst Wallerstein Brauhaus, Wallerstein
- Maierbier, Nördlingen[417]
- OeTTINGER Brauerei, Oettingen in Bayern
- Rieser Hof Brauerei, Alerheim-Rudelstetten (ehemals Kessel Bräu)[418]

### Landkreis Günzburg
6 Brauereien
- Brauerei Goldener Engel, Waldstetten
- Heimat- und Bauernkriegsmuseum Blaue Ente, Leipheim[419]
- Hirschbräu, Leipheim
- Kreisheimatstube Stoffenried, Ellzee-Stoffenried[420]
- Radbrauerei Gebr. Bucher, Günzburg
- Schlossbrauerei Autenried, Ichenhausen-Autenried

### Landkreis Lindau (Bodensee)
6 Brauereien
- Aktienbrauerei Simmerberg, Weiler-Simmerberg – Simmerberg
- Biero – Schmid & Hops, Lindau (Bodensee)-Insel[421]
- Meckatzer Löwenbräu, Heimenkirch-Meckatz
- Post Brauerei Weiler, Weiler-Simmerberg – Weiler im Allgäu
- Postwirt, Scheidegg-Scheffau[422]
- Staufner Braumanufaktur, Sigmarszell-Niederstaufen

### Landkreis Neu-Ulm
8 Brauereien
- Bärenwirt Neuhausen, Holzheim-Neuhausen[423]
- Barfüßer Event-Brauerei / Urban Monk Craft Beer, Neu-Ulm – Schwaighofen[424][425]
- Barfüßer Hausbrauerei, Weißenhorn[426]
- Birkle’s Tröpfle, Weißenhorn[427]
- Brauerei Biberach, Roggenburg-Biberach
- Brauerei Messhofen Clemens Kolb, Roggenburg-Meßhofen
- Neumaiers Hirsch Braugasthof, Weißenhorn-Attenhofen[428]
- Schloß-Brauerei Illertissen, Illertissen

### Landkreis Oberallgäu
14 Brauereien
- Der Bergbauernwirt, Bolsterlang-Sonderdorf[429][430]
- Berggasthof Sonne, Sonthofen-Imberg[431]
- BernardiBräu, Rettenberg-Kranzegg[432][433]
- Brauwerk Allgäu, Wildpoldsried[434]
- Engelbräu, Rettenberg[435]
- Enzianhütte, Oberstdorf[436]
- Gasthaus Hasen, Waltenhofen[437]
- Der Hirschbräu – Privatbrauerei Höss, Sonthofen
- Klier Bier – Biermanufaktur Ettensberg, Blaichach-Ettensberg[438]
- Oberstdorfer Dampfbierbrauerei, Oberstdorf[439]
- Beim Olivenbauer, Wertach[440]
- Schäffler Bräu, Missen-Wilhams – Missen
- Tante Paula, Burgberg im Allgäu[441]
- Privat-Brauerei Zötler, Rettenberg[442]

### Landkreis Ostallgäu
14 Brauereien
- C. Dopfer & A. Hahn Brauerei GbR, Günzach-Mittelberg[443]
- Allgäuer Brauhaus AG, Marktoberdorf-Leuterschach (ehemals Sailer-Bräu)[444][445]
- Landgasthof Berghof GmbH, Wald[446][447]
- Braugasthof Falkenstein, Pfronten-Ried[448]
- Brau-Manufactur Allgaeu, Nesselwang (ehemals Postbrauerei Nesselwang Karl Meyer)[449][450][451]
- Dein Bier, Mauerstetten-Hausen[452]
- Geltnachtaler Bierwerkstatt, Marktoberdorf-Hausen[453]
- Irseer Klosterbräu, Irsee
- Kaltentaler Brauhaus, Kaltental-Aufkirch[454]
- Kirnach Stuben, Ruderatshofen[455]
- Kössel-Bräu, Eisenberg-Speiden
- Landgasthof Hubertus, Ruderatshofen-Apfeltrang[456]
- Rössle-Bräu Robert Kunz, Jengen-Ummenhofen[457]
- Schlossbrauhaus Schwangau, Schwangau[458]

### Landkreis Unterallgäu
6 Brauereien
- Brauerei Hotel Hirsch GmbH & Co. KG, Ottobeuren
- Brauerei Kronburg, Inh. Florian Schweighart und Josef Schweighart e.K., Kronburg
- Gaststättenbetrieb & Biergarten Häpfenbräu, Inhaber: Martin Georg Ledermann, Rammingen-Unterrammingen[459]
- Hirschbrauerei, Inhaber: Hans-Peter Wipjewski, Dirlewang
- Lindenbrauerei GmbH, Mindelheim
- Storchenbräu, Hans Roth GmbH & Co. KG, Pfaffenhausen